# Carton bleu

Carton bleu.

Un carton bleu est un carton de pénalité utilisé dans quelques sports.

## Football
En 2024, il est annoncé que l'International Football Association Board (IFAB) va expérimenter ce nouveau carton, pour exclure temporairement (pendant 10 minutes) un joueur en cas de faute d'antijeu ou d'agressivité envers l'arbitre. 

## Handball
En 2015, la fédération internationale de handball (IHF) décide d'introduire le carton bleu, pour informer que le joueur après avoir reçu un carton rouge, fera l'objet d'un rapport de la part des arbitres à la suite de son expulsion.

## Rugby à XV
Lors de la saison 2017-2018, la fédération française de rugby (FFR) décide d'expérimenter le carton bleu, pour les matchs de fédérale 1 et du championnat de France féminin. Il s'agit pour l'arbitre de la rencontre, de sortir ce carton s'il y a une suspicion de commotion cérébrale pour un joueur, obligeant ce dernier à être remplacé.